# Ed Don George

Zawodnik Michigan Wolverines

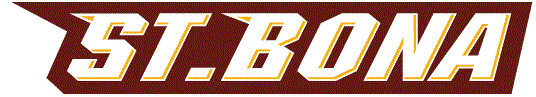
Zawodnik St. Bonaventure Bonnies

Edward Nicholas „Ed Don” George Jr. (ur. 3 czerwca 1905 w Java, zm. 18 września 1985 w Fort Lauderdale) – amerykański zapaśnik walczący w stylu wolnym. Olimpijczyk z Amsterdamu 1928, gdzie zajął czwarte miejsce w wadze ciężkiej.
Zawodnik Canisius High School z Buffalo, University of Michigan i St. Bonaventure University. Mistrz Amateur Athletic Union w 1928 i 1929 roku.

## Letnie Igrzyska Olimpijskie 1928
| Konkurencja       | Rundy eliminacyjne    | Rundy eliminacyjne   | Rundy finałowe          | Rundy finałowe          | Rundy finałowe      | Klas. końcowa |
| Konkurencja       | Ćwierćfinał           | Półfinał             | Finał                   | Repasaże o 2. miejsce   | O 3. miejsce        | Miejsce       |
| ----------------- | --------------------- | -------------------- | ----------------------- | ----------------------- | ------------------- | ------------- |
| +87 kg styl wolny | Earl McCready (CAN) Z | Henri Wernli (SUI) Z | Johan Richthoff (SWE) P | Aukusti Sihvola (FIN) P | Edmond Dame (FRA) P | 4.            |